# Haim Zlotikman
Haim Zlotikman (in ebraico חיים זלוטיקמן‎?; Haifa, 17 marzo 1957) è un ex cestista israeliano.

## Carriera
Con Israele ha disputato tre edizioni dei Campionati europei (1981, 1983, 1985).

## Palmarès
- Coppa di Israele: 1

Hapoel Tel Aviv: 1992-93